# Distrito electoral de Warsaw (condado de Howard, Nebraska)
Warsaw (en inglés: Warsaw Precinct) es un distrito electoral ubicado en el condado de Howard en el estado estadounidense de Nebraska. En el Censo de 2010 tenía una población de 94 habitantes y una densidad poblacional de 1,28 personas por km².

## Geografía
Warsaw se encuentra ubicado en las coordenadas 41°12′9″N 98°33′35″O / 41.20250, -98.55972. Según la Oficina del Censo de los Estados Unidos, Warsaw tiene una superficie total de 73.22 km², de la cual 73.05 km² corresponden a tierra firme y (0.24%) 0.17 km² es agua.

## Demografía
Según el censo de 2010, había 94 personas residiendo en Warsaw. La densidad de población era de 1,28 hab./km². De los 94 habitantes, Warsaw estaba compuesto por el 100% blancos, el 0% eran afroamericanos, el 0% eran amerindios, el 0% eran asiáticos, el 0% eran isleños del Pacífico, el 0% eran de otras razas y el 0% pertenecían a dos o más razas. Del total de la población el 0% eran hispanos o latinos de cualquier raza.